# Wirtschaftszahlen zum Automobil/Slowakei
Dies ist eine Unterseite des Artikels Wirtschaftszahlen zum Automobil. Sie enthält Wirtschaftszahlen der Slowakei.

## PKW-Modellreihen mit den größten Verkaufszahlen/meisten Neuzulassungen
| Slowakei | Modellreihe   | Anzahl |
| -------- | ------------- | ------ |
| 1        | Škoda Felicia | 11.254 |
| 2        | Daewoo Nexia  | 946    |
| 3        | Opel Corsa    | 926    |
| 4        | VW Golf       | 905    |
| 5        | Seat Cordoba  | 822    |
| 6        | Renault 19    | 800    |
| 7        | VW Polo       | 601    |
| 8        | Mazda 323     | 585    |
| 9        | VW Passat     | 544    |
| 10       | Seat Ibiza    | 543    |
|          | Sonstige      | 6.723  |
|          | Gesamt        | 24.649 |

| Slowakei | Modellreihe    | Anzahl |
| -------- | -------------- | ------ |
| 1        | Škoda Felicia  | 22.020 |
| 2        | Fiat Punto     | 5.305  |
| 3        | Daewoo Nexia   | 4.140  |
| 4        | Daewoo Tico    | 3.971  |
| 5        | Daewoo Espero  | 3.251  |
| 6        | VW Polo        | 2.940  |
| 7        | Renault Mégane | 2.472  |
| 8        | Opel Corsa     | 2.436  |
| 9        | VW Golf        | 2.174  |
| 10       | Hyundai Accent | 1.864  |
|          | Sonstige       | 24.132 |
|          | Gesamt         | 74.705 |

| Slowakei | Modellreihe     | Anzahl |
| -------- | --------------- | ------ |
| 1        | Škoda Felicia   | 23.290 |
| 2        | Škoda Octavia   | 4.152  |
| 3        | Daewoo Nexia    | 3.351  |
| 4        | Daewoo Espero   | 2.951  |
| 5        | Fiat Punto      | 1.936  |
| 6        | Daewoo Tico     | 1.847  |
| 7        | VW Polo Classic | 1.800  |
| 8        | Renault Mégane  | 1.538  |
| 9        | VW Passat       | 1.347  |
| 10       | VW Golf         | 1.093  |
|          | Sonstige        | 18.775 |
|          | Gesamt          | 62.080 |

| Slowakei | Modellreihe     | Anzahl |
| -------- | --------------- | ------ |
| 1        | Škoda Felicia   | 24.535 |
| 2        | Škoda Octavia   | 6.432  |
| 3        | Daewoo Lanos    | 3.773  |
| 4        | Fiat Punto      | 2.351  |
| 5        | VW Passat       | 1.747  |
| 6        | Opel Astra      | 1.713  |
| 7        | Daewoo Nubira   | 1.591  |
| 8        | VW Golf         | 1.519  |
| 9        | Daewoo Matiz    | 1.310  |
| 10       | VW Polo Classic | 1.127  |
|          | Sonstige        | 22.943 |
|          | Gesamt          | 69.041 |

| Slowakei | Modellreihe             | Anzahl |
| -------- | ----------------------- | ------ |
| 1        | Škoda Felicia           | 23.487 |
| 2        | Škoda Octavia           | 6.851  |
| 3        | Daewoo Lanos            | 2.669  |
| 4        | Daewoo Matiz            | 2.662  |
| 5        | Opel Astra              | 1.449  |
| 6        | Daewoo Nubira           | 1.162  |
| 7        | Fiat Punto              | 1.052  |
| 8        | VW Passat               | 863    |
| 9        | Renault Mégane          | 860    |
| 10       | VW Polo Classic/Variant | 780    |
|          | Sonstige                | 14.602 |
|          | Gesamt                  | 56.437 |

| Slowakei | Modellreihe   | Anzahl |
| -------- | ------------- | ------ |
| 1        | Škoda Felicia | 13.237 |
| 2        | Škoda Fabia   | 11.136 |
| 3        | Škoda Octavia | 6.919  |
| 4        | Daewoo Matiz  | 1.841  |
| 5        | Daewoo Lanos  | 1.701  |
| 6        | Opel Astra    | 1.268  |
| 7        | VW Golf       | 1.233  |
| 8        | Peugeot 206   | 1.079  |
| 9        | VW Passat     | 812    |
| 10       | Fiat Punto    | 763    |
|          | Sonstige      | 14.729 |
|          | Gesamt        | 54.718 |

| Slowakei | Modellreihe       | Anzahl |
| -------- | ----------------- | ------ |
| 1        | Škoda Fabia       | 17.234 |
| 2        | Škoda Octavia     | 8.795  |
| 3        | Škoda Felicia     | 8.345  |
| 4        | Renault Thalia    | 3.872  |
| 5        | Škoda Fabia Sedan | 2.376  |
| 6        | VW Passat         | 1.642  |
| 7        | VW Golf           | 1.593  |
| 8        | Peugeot 206       | 1.266  |
| 9        | Opel Astra        | 1.000  |
| 10       | Daewoo Lanos      | 968    |
|          | Sonstige          | 22.564 |
|          | Gesamt            | 69.655 |

| Slowakei | Modellreihe          | Anzahl |
| -------- | -------------------- | ------ |
| 1        | Škoda Fabia II       | 4.918  |
| 2        | Renault Thalia       | 4.606  |
| 3        | Kia cee’d            | 2.462  |
| 4        | Škoda Octavia II     | 2.428  |
| 5        | Toyota Yaris         | 2.220  |
| 6        | Škoda Fabia II Combi | 2.195  |
| 7        | Suzuki SX4           | 2.119  |
| 8        | Peugeot 206          | 1.870  |
| 9        | Chevrolet Aveo/Kalos | 1.667  |
| 10       | Citroën C4           | 1.616  |
|          | Sonstige             | 48.616 |
|          | Gesamt               | 74.717 |

| Slowakei | Modellreihe            | Anzahl |
| -------- | ---------------------- | ------ |
| 1        | Škoda Octavia II       | 3.229  |
| 2        | Škoda Fabia II         | 2.610  |
| 3        | Škoda Fabia II Combi   | 2.156  |
| 4        | Suzuki SX4             | 1.907  |
| 5        | Kia cee’d              | 1.809  |
| 6        | Škoda Octavia II Combi | 1.684  |
| 7        | VW Polo                | 1.125  |
| 8        | Renault Fluence        | 1.067  |
| 9        | Citroën C3             | 1.060  |
| 10       | Ford Fiesta            | 923    |
|          | Sonstige               | 46.463 |
|          | Gesamt                 | 64.033 |